# لیودمیلا لمشکو
لیودمیلا لمشکو (انگلیسی: Lyudmyla Lemeshko؛ زادهٔ ۱۲ نوامبر ۱۹۷۹) بازیکن فوتبال اهل اوکراین است.
وی همچنین در تیم‌های ملی فوتبال زنان اوکراین بازی کرده‌است.